# Cornelius Gurlitt (Kunstsammler)
Rolf Nikolaus Cornelius Gurlitt (* 28. Dezember 1932 in Hamburg; † 6. Mai 2014 in München) war Erbe der über 1500 Werke umfassenden Kunstsammlung seines Vaters Hildebrand Gurlitt. Diese Sammlung stand Anfang 2012 im Mittelpunkt des Schwabinger Kunstfunds.

## Leben

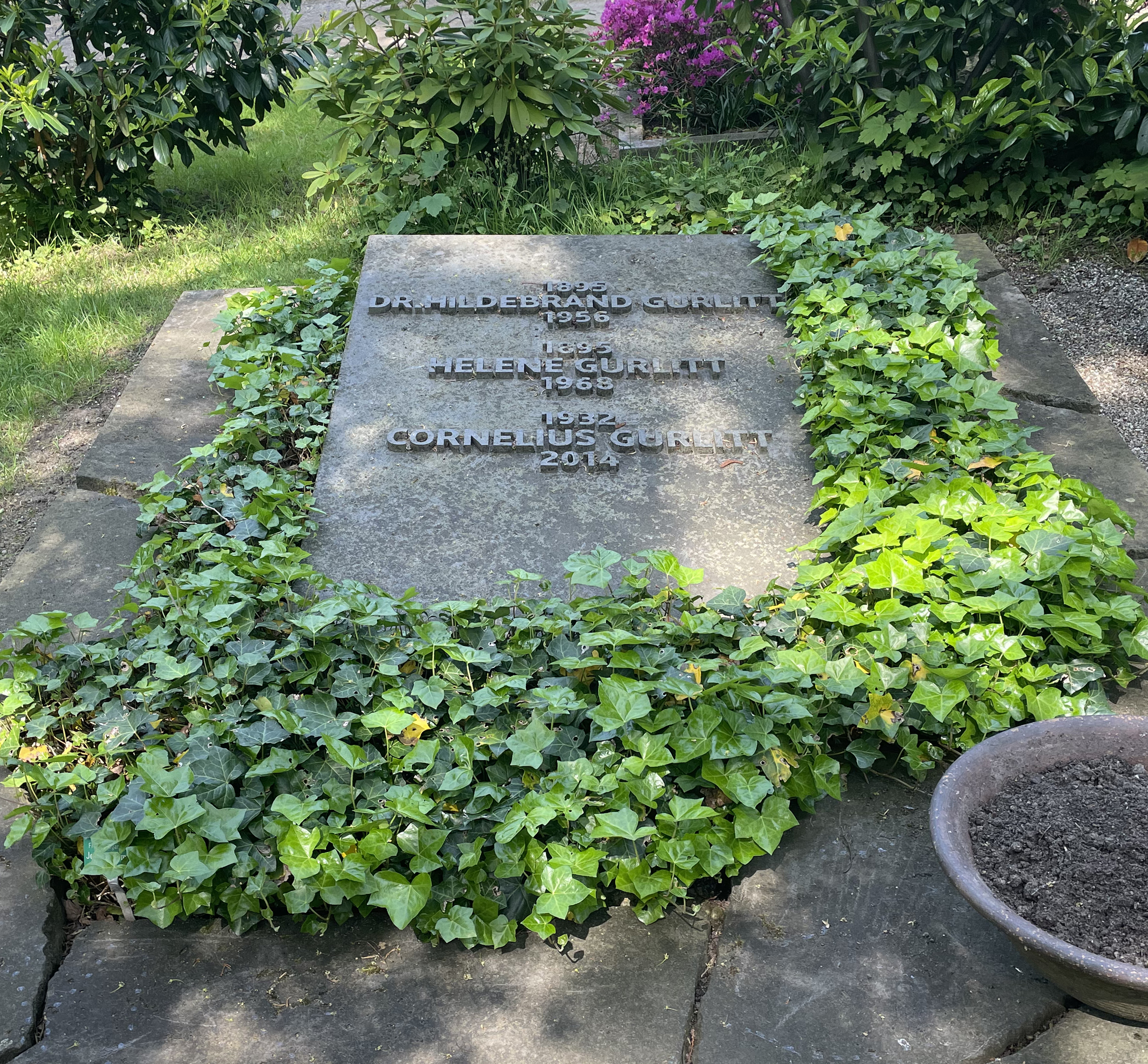
Grabstätte Gurlitt auf dem Nordfriedhof Düsseldorf (2023)

Gurlitt war der Sohn des Kunsthändlers, Kunsthistorikers und Museumsdirektors Hildebrand Gurlitt. Seine Mutter Helene (geb. Hanke; 1895–1967) war Tänzerin und eine der ersten Schülerinnen von Mary Wigman; sie wurde unter ihrem Künstlernamen „Bambula“ bekannt. Er war ein Enkel des gleichnamigen Kunsthistorikers Cornelius Gurlitt und Urgroßneffe des Komponisten Cornelius Gurlitt. Sein Urgroßvater war der Landschaftsmaler Louis Gurlitt. Sein Onkel war der Musikwissenschaftler Wilibald Gurlitt und seine Tante die expressionistische Malerin Cornelia Gurlitt.
Gurlitt wuchs im Hamburger Stadtteil Dammtor zusammen mit seiner Schwester Benita (1935–2012) auf. Er besuchte die Volksschule in Hamburg. Seine Familie zog während des Zweiten Weltkrieges 1940 nach Dresden, wo er zunächst die Volksschule und ab Herbst 1943 das Vitzthum-Gymnasium besuchte, das im Kriegsverlauf mit der Annen-Schule zusammengelegt wurde. Die Schule wurde am 13. Februar 1945 ebenso wie das Elternhaus zerstört. Die Familie kam im Laufe des Jahres 1945 über Zwischenstationen nach Aschbach bei Bamberg, wo Gurlitt zunächst die Dorfschule besuchte und ab Frühjahr 1946 Privatunterricht erhielt. Von September 1946 bis Juli 1948 besuchte er das reformpädagogische Internat Odenwaldschule im hessischen Ober-Hambach. Nachdem der Vater 1948 Direktor des Kunstvereins für die Rheinlande und Westfalen in Düsseldorf geworden war, besuchte Cornelius Gurlitt das Düsseldorfer Max-Planck-Gymnasium, an dem er 1953 das Abitur ablegte.
Nach dem Abitur studierte er Kunstgeschichte an der Universität zu Köln, um Kunsthistoriker zu werden; er hörte auch Vorlesungen der Philosophie und Musiktheorie. Gleichzeitig arbeitete Gurlitt im Restaurierungsatelier des Düsseldorfer Kunstmuseums, wo er von dem Konservator Ernst Kohler zum Gemälderestaurator ausgebildet wurde. Nachdem er die Ausbildung 1957 abgeschlossen hatte, führte er selbständig einige Restaurierungsaufträge für das Museum durch. Sein Studium schloss er nicht ab; 1960 exmatrikulierte er sich von der Universität Köln und gab als Grund „Hochschulwechsel“ an. Im selben Jahr meldete er auch seinen Wohnsitz in Köln ab und gab an, nach Salzburg ziehen zu wollen.
Nach dem Tod seiner Eltern lebte er zurückgezogen auch in München mit der von seinem Vater hinterlassenen Kunstsammlung, aus der er gelegentlich einzelne Stücke verkaufte, um seinen Lebensunterhalt zu bestreiten. Die geretteten Kunstwerke waren für ihn von hoher Bedeutung, die Liebe seines Lebens. 2012 wurden sie von der Staatsanwaltschaft Augsburg beschlagnahmt.
Ende 2013 ordnete das Amtsgericht München eine vorläufige Betreuung Gurlitts aus gesundheitlichen Gründen an. Gurlitt starb am 6. Mai 2014 nach einer schweren Herzerkrankung in München. Er war auf eigenen Wunsch nach einem langen Klinikaufenthalt in seine Wohnung zurückgekehrt, wo er bis zuletzt ärztlich und pflegerisch betreut wurde. 
Er wurde im Grab seiner Eltern auf dem Düsseldorfer Nordfriedhof beigesetzt.

## Sammlung Gurlitt
Die Staatsanwaltschaft Augsburg beschlagnahmte in den Tagen vom 28. Februar bis 2. März 2012 sämtliche aus dem Nachlass seines Vaters stammenden Kunstwerke, die Gurlitt in seiner Münchner Wohnung aufbewahrte, abgesehen von einigen Werken, die übersehen wurden, darunter eine Skulptur von Auguste Rodin und ein Relief von Aristide Maillol. Die Beschlagnahme der 1280 Werke wurde der Öffentlichkeit durch einen Bericht des Nachrichtenmagazins Focus am 3. November 2013 bekannt. Die Augsburger Staatsanwaltschaft erklärte dazu, sie ermittle gegen Cornelius Gurlitt wegen „eines dem Steuergeheimnis unterliegenden strafbaren Sachverhalts“ und wegen des Verdachts auf Unterschlagung. Die Rechtmäßigkeit der Beschlagnahme wurde von Experten bestritten.
Gurlitt nahm im November 2013 zu den Vorwürfen gegen ihn Stellung. In einem Interview mit dem Magazin Der Spiegel sagte er, die Justiz und die Medien stellten die Zusammenhänge falsch dar. Alle Kunstwerke seien von seinem Vater rechtmäßig erworben und an ihn vererbt worden. An eine freiwillige Rückgabe denke er nicht. Sein Anwalt widersprach Ende Januar 2014 gegenüber der New York Times dieser Darstellung des Spiegels; sein Mandant sei immer an einer fairen und gerechten Lösung interessiert gewesen.
Im Februar 2014 ließ Gurlitts Betreuer mehr als 60 Kunstwerke aus Gurlitts Haus in Salzburg sicherstellen, um sie vor Diebstahl zu schützen; die Werke würden auf ihre Herkunft untersucht. Ende März 2014 gab der Betreuer Gurlitts bekannt, der Salzburger Teil der Sammlung sei viermal so groß wie bisher angenommen und umfasse 39 Ölgemälde und insgesamt 238 Kunstgegenstände. Die Gesamtanzahl der bekannten Werke der Sammlung Gurlitt erhöhte sich damit auf über 1.500 Kunstwerke.
Am 14. Februar 2014 legten Anwälte von Gurlitt beim Amtsgericht Augsburg Beschwerde gegen die Beschlagnahme der Kunstsammlung ein. Die Anwälte forderten die Rückgabe der Sammlung wegen formeller Mängel des damaligen Gerichtsbeschlusses. Die Beschlagnahme der Bilder verstoße gegen das Prinzip der Verhältnismäßigkeit.
Laut Medienberichten kam es im April 2014 zu einer Vereinbarung zwischen Gurlitt, dem bayerischen Justizministerium und der Bundesregierung. Danach stellte Gurlitt alle als belastet geltenden Werke für ein Jahr der Provenienzforschung zur Verfügung. Die Kosten dieser Recherchen sollten der Bund und das Land Bayern tragen. Bei Werken, bei denen ein NS-verfolgungsbedingter Entzug vorliege, sollte eine faire und gerechte Lösung mit den Anspruchstellern angestrebt werden. Wenige Tage später hob die Staatsanwaltschaft die Beschlagnahme auf, da sich neue Erkenntnisse ergeben hätten und die rechtliche Situation neu bewertet worden sei.
Mit Gurlitts Tod endete das Ermittlungsverfahren gegen ihn. Wie am 7. Mai 2014 bekannt wurde, hatte Gurlitt in seinem am 9. Januar 2014 verfassten Testament die Stiftung des Kunstmuseums Bern als Alleinerbin seiner Sammlung bestimmt. Der Stiftungsrat und die Direktion des Museums zeigten sich „einerseits dankbar und freudig überrascht“, betonten aber auch die „Fülle schwierigster Fragen“, die ihnen das Vermächtnis aufbürde, „insbesondere rechtlicher und ethischer Natur“. Es habe keine vorherige Beziehung zu Gurlitt bestanden.
Am 22. November 2014 entschied der Stiftungsrat des Kunstmuseums Bern, den Nachlass Gurlitts anzutreten, was zwei Tage später in einer Pressekonferenz in Berlin öffentlich gemacht wurde.
Im Dezember 2016 wurde die von einer Verwandten angezweifelte Gültigkeit des Testaments gerichtlich bestätigt, sodass die Sammlung dem Museum in Bern übergeben werden konnte. Dieses kündigte an, sie in einer Ausstellung zu präsentieren. Die Provenienzrecherchen und eventuelle Restitutionen sollten fortgesetzt werden.

## Verkauf, Restitutionen
Das Auktionshaus Lempertz in Köln verkaufte im Sommer 2011 die Gouache-Arbeit Löwenbändiger von Max Beckmann für 864.000 Euro. Da im Verlauf der Provenienzforschung durch das Auktionshaus der Verdacht aufkam, der jüdische Kunsthändler Alfred Flechtheim habe das Werk nach 1933 verfolgungsbedingt verkauft, einigte sich Gurlitt mit den Erben Flechtheims in einem Vergleich darauf, den Verkaufserlös mit ihnen zu teilen.
Im März 2015 unterzeichnete Kulturstaatsministerin Monika Grütters den Vertrag über die Restitution des Gemäldes Sitzende Frau von Henri Matisse an die Erben von Paul Rosenberg. Mitte Mai 2015 folgte die Restitution von Max Liebermanns Ölbild Zwei Reiter am Strand an David Toren, einen Großneffen des ursprünglichen Besitzers, des Unternehmers und Kunstsammlers David Friedmann (1857–1942) aus Breslau. Auch eine Seine-Darstellung von Camille Pissarro, vormals in der Sammlung des französischen Unternehmers Max Heilbronn, und eine Ansicht "Inneres einer gotischen Kirche" von Adolph von Menzel, vormals Besitz von Elsa Cohen, wurden an die Erben übergeben.

## Bewertung
Die Beschlagnahmung der Sammlung wurde in der Presse kritisiert und die Rechtmäßigkeit in Frage gestellt. Die Zeit nannte den Fall einen „bayerische[n] Justizskandal“. Der Münchner Jurist Johannes Wasmuth erstattete 2021 Strafanzeige gegen den Staatsanwalt, der mit dem Schwabinger Kunstfund befasst war. Die Staatsanwaltschaft München I sah jedoch von der Einleitung eines Strafverfahrens ab, da „kein Anfangsverdacht für strafbares Verhalten“ vorgelegen habe.
Das Deutsche Zentrum Kulturgutverluste beschreibt in seinem Abschlussbericht zur Provenienzrecherche Gurlitt insgesamt 1.566 Positionen, wovon als rot (wahrscheinlich NS-Raubkunst) nur neun Werke gelistet sind. Gesichert NS-Raubkunst sind – nach den erfolgten Restitutionen – lediglich vier Gemälde französischer Maler des späten 19. Jahrhunderts, die allesamt erst nach dem Ende des NS-Regimes von Hildebrandt Gurlitt angekauft worden waren, zwischen 1947 und 1953 von einer Pariser Galerie.
Der Wert der Sammlung wurde in der Presse zunächst mit einer Milliarde Euro angegeben, später bewertete der Kunsthändler Robert Ketterer die Sammlung auf unter 50 Millionen Euro.

„Erst ihn und die gesamte Sammlung unter Generalverdacht stellen, vielleicht auch unter dem schlechten Gewissen, naja, wir haben vielleicht zu wenig getan in der letzten Zeit, das ist schon ein Über-die-Stränge-Schlagen der Strafverfolgungsbehörden gewesen, und kurz vor dem Tod von Cornelius Gurlit hat die Staatsanwaltschaft Augsburg auch diese gesamte Sammlung an ihn zurückgeben müssen, und es ist zwar keine offizielle Entschuldigung ausgesprochen worden, aber man hat damit schon eingestanden, dass das alles nicht so rechter Dinge zugegangen ist.  […] Vorher schon hatte Cornelius Gurlit, den ich hier nicht zum Helden stilisieren will, freiwillig zugestimmt, dass diese ganze Sammlung auf ihre Herkunft untersucht werden sollte. Dazu wäre er überhaupt nicht verpflichtet gewesen, denn die Washingtoner Erklärung gilt nur für öffentliche Sammlungen. Dazu kann kein privater Besitzer in Deutschland gezwungen werden; er hat das gemacht und hat gleichzeitig gesagt, wenn sich irgendwo Raubkunst herausstellt, dann gebe ich das bedingungslos zurück, und das ist nach wie vor mehr als viele öffentliche deutsche Museen bis heute getan haben.“

## Rezeption
- 2013: Der seltsame Herr Gurlitt,[52] ein Film von Maurice Philip Remy.
- 2016: Am Abend aller Tage – Regie: Dominik Graf
- 2017: Gurlitts Schatten, ein Film von Stefan Zucker[53][54]